# Aleja Wincentego Witosa w Rzeszowie
Aleja Wincentego Witosa w Rzeszowie − jedna z głównych ulic miasta Rzeszowa, będąca jednocześnie tzw. obwodnicy południowej miasta Rzeszowa.